# Königlich Marokkanische Luftwaffe
Die Königlich Marokkanische Luftwaffe (arabisch القوات الجوية الملكية, DMG al-Quwwāt al-Ǧawwiyya al-Malakiyya; marokkanisches Tamazight ⴰⴷⵡⴰⵙ ⴰⴳⵍⴷⴰⵏ ⴰⵎⵔⵔⵓⴽⴰⵏ ⵓⵊⵏⵏⴰ Adwas Ageldan Amerrukan Ujenna, englisch Royal Moroccan Air Force, französisch Forces royales air) stellt die Lufthoheit über dem Königreich Marokko her. Sie ist Teil der Königlichen Streitkräfte.

## Geschichte
Die marokkanische Luftwaffe wurden am 14. Mai 1956 nach dem Ende des französischen Protektorats gegründet.
Während des algerisch-marokkanischen Krieges 1963 unterstützte die Sowjetunion Algerien, was zu einem Zusammenbruch der Beziehungen Marokkos mit Moskau führte. Seitdem sind Frankreich und die Vereinigten Staaten die Hauptlieferanten des Königreichs.
Im Jahr 1973 war die königliche Luftwaffe im Jom-Kippur-Krieg gegen Israel mit Maschinen vom Typ Northrop F-5 Freedom Fighter beteiligt.
Im Jahr 1978 nahm die königliche Luftwaffe an der Befreiung der Geiseln bei der Schlacht um Kolwezi in Zaire (heute Demokratische Republik Kongo) teil.
Während der Operation Desert Storm im Irak 1991 schickte Marokko eine symbolische Einheit, um die Sicherheit von König Fahd von Saudi-Arabien zu verstärken.
Die Luftwaffe stellt derzeit 13.000 Männer (Elite, Luftlandetruppen, Piloten, Mechaniker etc.).

## Kunstflugteam
Marche Verte ist das Kunstflugteam der Königlich Marokkanische Luftwaffe.

## Putschversuch
Der Putschversuch 1972 durch General Oufkir – nämlich mithilfe der Forces aériennes das autoritäre marokkanische Königshaus zu stürzen – scheiterte.

## Militärflugplätze
- BAFRA Nº 1 (Air Base) bei Salé
- Bassatine Air Base BAFRA Nº 2 (Air Base) bei Meknès
- Kenitra Air Base BAFRA Nº 3 (Air Base) bei Kenitra
- Laayoun Annex Air Base BAFRA Nº 4 (Air Base) bei Laayoun
- Sidi Slimane Air Base BAFRA Nº 5 (Air Base) bei Sidi Slimane
- Ben Guerir Air Base BAFRA N°6 (Air Base) Ben Guerir
- BEFRA (Academy Air Base & Air Base) bei Marrakesch
- North Area Headquarters bei Rabat
- South Area Headquarters bei Agadir
- Aeronaval Base bei Casablanca

## Ausrüstung

### Luftfahrzeuge
(Stand: Ende 2020)
| Typ                            | Foto           | Herkunft                          | Funktion                   | Version                               | Aktiv          | Bestellt       | Anmerkungen                                     |
| Kampfflugzeuge                 | Kampfflugzeuge | Kampfflugzeuge                    | Kampfflugzeuge             | Kampfflugzeuge                        | Kampfflugzeuge | Kampfflugzeuge | Kampfflugzeuge                                  |
| ------------------------------ | -------------- | --------------------------------- | -------------------------- | ------------------------------------- | -------------- | -------------- | ----------------------------------------------- |
| Northrop F-5                   |                | Vereinigte Staaten                | Jagdflugzeug               | F-5E                                  | 22             |                |                                                 |
| General Dynamics F-16          |                | Vereinigte Staaten                | Mehrzweckkampfflugzeug     | F-16C                                 | 15             | 24             |                                                 |
| Dassault Mirage F1             |                | Frankreich                        | Luftüberlegenheitsjäger    |                                       | 46             |                |                                                 |
| Flugzeuge für Spezialmissionen |                |                                   |                            |                                       |                |                |                                                 |
| Dassault Falcon 20             |                | Frankreich                        | Elektronische Kampfführung |                                       | 2              |                |                                                 |
| Tankflugzeuge                  |                |                                   |                            |                                       |                |                |                                                 |
| Lockheed KC-130                |                | Vereinigte Staaten                | Tankflugzeug               | KC-130H                               | 2              |                |                                                 |
| Transportflugzeuge             |                |                                   |                            |                                       |                |                |                                                 |
| Alenia C-27J                   |                | Italien                           | Transportflugzeug          |                                       | 4              |                |                                                 |
| Lockheed Martin C-130 Hercules |                | Vereinigte Staaten                | Transportflugzeug          | C-130H                                | 12             |                |                                                 |
| CASA CN-235                    |                | Spanien Indonesien                | Transportflugzeug          |                                       | 6              |                |                                                 |
| Beechcraft King Air            |                | Vereinigte Staaten                | Transportflugzeug          | King Air 200King Air 300 King Air 350 | 7              |                |                                                 |
| Schulflugzeuge                 |                |                                   |                            |                                       |                |                |                                                 |
| Alpha Jet                      |                | Deutschland Frankreich            | Schulflugzeug              |                                       | 22             |                |                                                 |
| Northrop F-5                   |                | Vereinigte Staaten                | Schulflugzeug              | F-5F                                  | 4              |                |                                                 |
| General Dynamics F-16          |                | Vereinigte Staaten                | Schulflugzeug              | F-16D                                 | 8              |                |                                                 |
| Beechcraft King Air            |                | Vereinigte Staaten                | Schulflugzeug              | King Air 100                          | 4              |                |                                                 |
| Beechcraft T-6                 |                | Vereinigte Staaten Schweiz        | Schulflugzeug              | T-6C                                  | 24             |                |                                                 |
| Geschäftsreiseflugzeuge        |                |                                   |                            |                                       |                |                |                                                 |
| Boeing 737                     |                | Vereinigte Staaten                | Geschäftsreiseflugzeug     | B-737BBJ                              | 1              |                | [ 2 ]                                           |
| Dassault Falcon 20             |                | Frankreich                        | Geschäftsreiseflugzeug     |                                       | 2              |                | [ 2 ]                                           |
| Dassault Falcon 50             |                | Frankreich                        | Geschäftsreiseflugzeug     |                                       | 1              |                | [ 2 ]                                           |
| Grumman Gulfstream II          |                | Vereinigte Staaten                | Geschäftsreiseflugzeug     |                                       | 1              |                | [ 2 ]                                           |
| Gulfstream III                 |                | Vereinigte Staaten                | Geschäftsreiseflugzeug     |                                       | 1              |                | [ 2 ]                                           |
| Gulfstream G550                |                | Vereinigte Staaten                | Geschäftsreiseflugzeug     |                                       | 3              |                | [ 2 ]                                           |
| Hubschrauber                   |                |                                   |                            |                                       |                |                |                                                 |
| Boeing AH-64                   |                | Vereinigte Staaten                | Kampfhubschrauber          | AH-64E                                |                | 24             |                                                 |
| Bell 205                       |                | Vereinigte Staaten                | Mehrzweckhubschrauber      |                                       | 5              |                |                                                 |
| Bell 206                       |                | Vereinigte Staaten                | Mehrzweckhubschrauber      |                                       | 1              |                |                                                 |
| Bell 212                       |                | Vereinigte Staaten                | Mehrzweckhubschrauber      |                                       | 3              |                |                                                 |
| Bell 412                       |                | Vereinigte Staaten                | Mehrzweckhubschrauber      | EPI                                   |                | 24             | Soll die anderen Hubschrauber von Bell ersetzen |
| Aérospatiale SA 342            |                | Frankreich Vereinigtes Königreich | Mehrzweckhubschrauber      |                                       | 23             |                |                                                 |
| Boeing-Vertol CH-47            |                | Vereinigte Staaten                | Transporthubschrauber      | CH-47D                                | 3              |                |                                                 |
| Aérospatiale SA 330            |                | Frankreich Vereinigtes Königreich | Transporthubschrauber      |                                       | 26             |                |                                                 |
| Schulungshubschrauber          |                |                                   |                            |                                       |                |                |                                                 |
| Bell 206                       |                | Vereinigte Staaten                | Schulungshubschrauber      |                                       | 5              |                |                                                 |

Ehemalige Luftfahrzeuge: FFA AS-202 Bravo, T-34 Mentor, T-37 Tweet, CAP 10, CAP 232, Cessna 414, Cessna 421

### Flugkörper und Bomben
| Typ                        | Herkunft           | Funktion                                      |
| -------------------------- | ------------------ | --------------------------------------------- |
| AIM-9 J/X Sidewinder       | Vereinigte Staaten | Luft-Luft-Rakete                              |
| R.550 Magic                | Frankreich         | Luft-Luft-Rakete                              |
| MICA IR/RF                 | Frankreich         | Luft-Luft-Rakete                              |
| AIM-120 AMRAAM             | Vereinigte Staaten | Luft-Luft-Rakete                              |
| Armement Air-Sol Modulaire | Frankreich         | Präzisionsgelenkte Munition Luft-Boden-Rakete |
| AGM-65 Maverick            | Vereinigte Staaten | Luft-Boden-Rakete                             |
| HOT                        | Frankreich         | Luft-Boden-Rakete                             |
| AGM-88 HARM                | Vereinigte Staaten | Luft-Boden-Rakete                             |
| Paveway II                 | Vereinigte Staaten | Präzisionsgelenkte Munition                   |
| GBU-31                     | Vereinigte Staaten | Präzisionsgelenkte Munition                   |
| GBU-54                     | Vereinigte Staaten | Präzisionsgelenkte Munition                   |